# Боселі (Душетський муніципалітет)
Боселі (груз. ბოსელი) — село в Грузії.
За даними перепису населення 2014 року в селі проживає 2 осіб.